# Culladia assamella
Culladia assamella là một loài bướm đêm trong họ Crambidae.